# Golpe de Estado no Iraque de 1941
O Golpe de Estado no Iraque de 1941, também conhecido como o Golpe de Rashid Ali Al-Gaylani ou o Golpe do Quadrado Dourado foi um golpe militar pró-nazista  no Iraque em 1 de abril de 1941 que derrubou o regime do Regente 'Abd al-Ilah e instalou Rashid Ali como primeiro-ministro. O golpe foi liderado por quatro generais iraquianos nacionalistas do Exército, conhecido como o "Quadrado Dourado". O Quadrado Dourado pretendia usar a guerra para pressionar pela independência completa do Iraque após a independência limitada concedida em 1932. Para esse fim, eles trabalhavam com a inteligência alemã e aceitaram a assistência militar da Alemanha nazista. A mudança de governo levou a uma invasão britânica do Iraque e subsequente ocupação até 1947.

## O Golpe
De 1939 a 1941, o Iraque era governado por um governo pró-britânico liderado pelo Regente 'Abd al-Ilah e pelo primeiro-ministro Nuri as-Said. O Iraque tinha cortado relações com a Alemanha em 5 de setembro de 1939, após a eclosão da Segunda Guerra Mundial na Europa. No entanto, Nuri teve que agir com cuidado entre a sua relação estreita com Grã-Bretanha e a sua dependência com os oficiais do Exército e membros do gabinete pró-alemães. Por essa época, o Iraque tornou-se refúgio para as lideranças árabes que fugiram do Mandato Britânico da Palestina, como resultado da fracassada revolta árabe contra os ingleses. Entre as figuras-chave que chegaram estavam o Grande Mufti de Jerusalém – Mohammad Amin al-Husayni, o líder nacionalista árabe da revolta fracassada.
O golpe do Quadrado Dourado foi iniciado em 1 de abril de 1941  que derrubou o regime do Regente 'Abd al-Ilah e instalou Rashid Ali como primeiro-ministro. O Mufti Amin al-Husayni foi um dos orquestradores do golpe de Rashid Ali al-Gaylani, com o apoio e financiamento nazista. 

## Resposta britânica
Em 18 de abril, a Grã-Bretanha reagiu desembarcando a 20.ª Brigada de Infantaria Indiana em Baçorá, os primeiros elementos da Iraqforce. A Grã-Bretanha alegou que tinha direito de fazer isso sob o tratado de defesa com o Iraque. Este tratado era essencialmente ditado pelos britânicos sem negociação ou acordo antes de a independência ter sido concedida para o Iraque. Dava direitos ilimitados aos britânicos para estacionar e  transitar tropas no Iraque sem consultar o governo iraquiano.

## Ver Também
- Campanha da Síria (1941)
- Revolução de 14 de Julho